# Stephen Buyl
Stephen Buyl est un footballeur belge, né le 2 septembre 1992 à Alost en Belgique. Il évolue actuellement au TOP Oss comme attaquant.